# Шуга

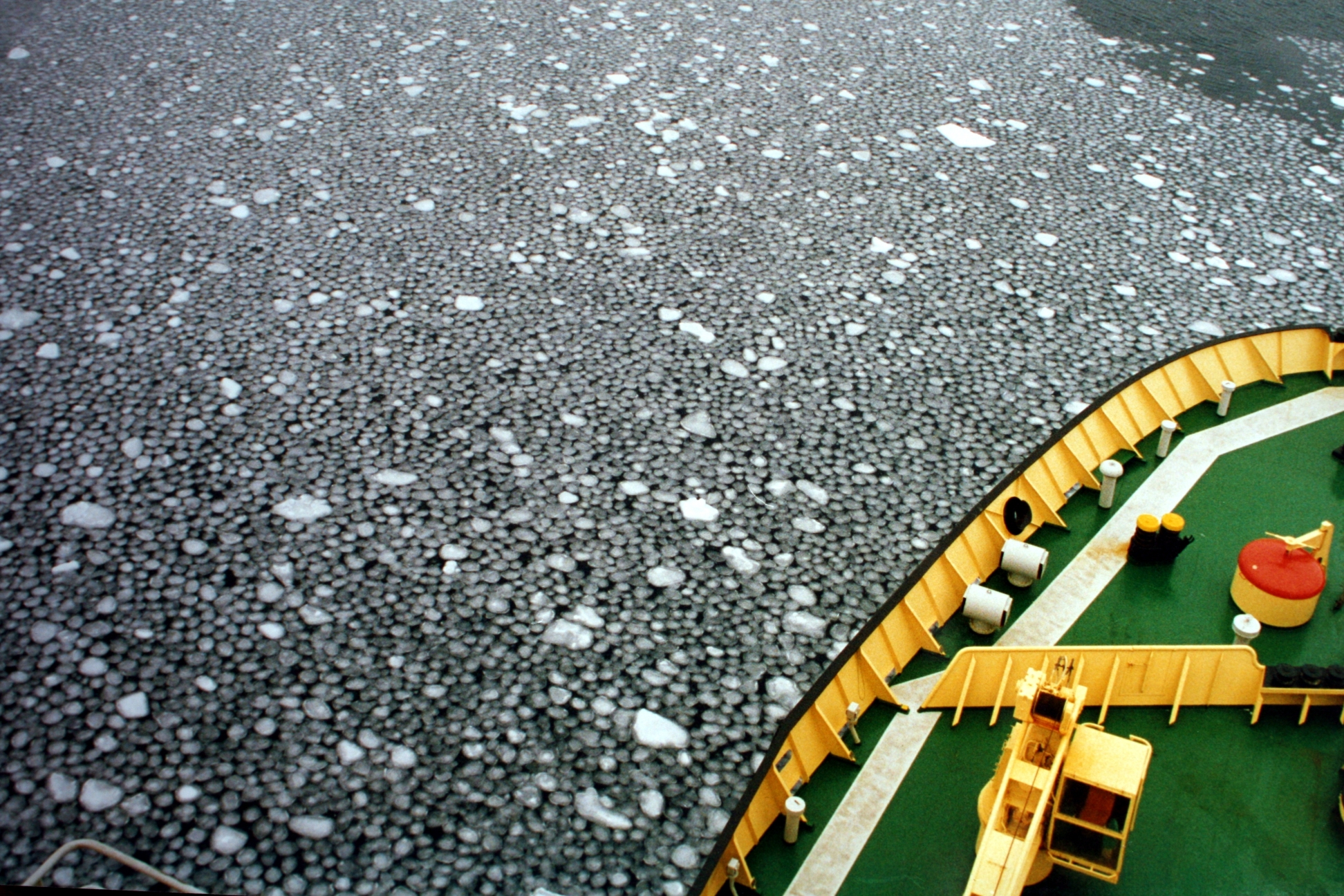
Шуга в морі Росса

Шуга́ — крихкі, білястого кольору грудки льоду, що з'являються на воді перед льодоставом (або під час весняного льодоходу). Утворюються з льодяного сала, а інколи, і з донного льоду, що спливає. При нагромаджуванні та змерзанні може утворювати п'ятри.

## Шугобатометр
Шугобатометр — гідрометричний прилад, призначений для визначення кількості шуги на одиницю площі, котрий застосовують при стандартних гідрологічних вимірюваннях у зимовий період року.
Цей прилад складається з металевої квадратної труби площею 50 см² і завдовжки 1 метр. До комплекту приладу входять також шугомірна рейка, відро і безмін. До нижнього кінця труби прикріплено сталевий башмак із загостреними краями. Для затримання шуги, яка потрапила в батометр, у нижній частині є кришка що відкривається у середину. Вода з труби витікає через отвори.
Щоб узяти пробу шуги, батометр вдавлюють у шар шуги з труби висипають у відро і зважують з точністю до 50 г безміном. Щоб одержати кількість шуги в т/м³, потрібно вагу шуги в грамах, віднесену до площі в 1 см², поділити на 100. Швидкість руху шуги визначають часом проходження окремими, добре помітними накопиченнями шуги дільниці завдовжки 25-100 м, як і при вимірюванні швидкості течії води поплавками.

## Шугомірна рейка
Шугомірна рейка — гідрологічний прилад, призначений для вимірювання товщини шуги на місцях водомірних спостережень. Цей прилад використовується як основний за проведення дослідження льодових явищ у період замерзання річки або іншої водойми.
Шугомірна рейка складається з тросу, що закріплюється на скобі. Основу конструкції складає дерев'яний вкладиш з залізною скобою. В низу рейки розташований гострий залізний наконечник, що утримується болтом та залізним упором, має відкидну планку. Мірна частина рейки розподілена на дерев'яній жердині. Довжина рейки становить 3-6 м з поділками через 5 см.
Вимірювання товщини шуги проводять вертикально зануривши рейку з планкою у воду. Потім відпускають трос, планка стає в горизонтальне положення, і рейку піднімають вверх до упору планки в нижню поверхню шуги. У цьому положенні рейки роблять відлік на рівні води в лунці. Щоб вийняти рейку, її треба опустити вниз і за допомогою троса планку привести у вертикальне положення.
В україні найбільш розповсюджені 2 варіанти шугомірних рейок, шугомірна планка Грошева і Шугомірна рейка Добринського.

### Шугомірна планка Грошева
Шугомірна планка Грошева експлуатується для промірів значної щільності та товщини шуги.
Складається зі стальної пластини з загостреними краями, вагою 10-30 кг, завдовжки в середньому 1,2 м, завширшки 10 см і з товщиною близько 2 см. На кінцях планки встановлено отвори для кріплення розміченого троса діаметром 3-5 мм. На одному з кінців троса на відстані 150–180 см від планки прикріплено металеве кільце, через яке проходить другий кінець троса.
Для вимірювання товщини шуги планку опускають в лунку у вертикальному походженні, і під власною вагою вона проходить крізь товщу шуги. Підтягують вільний кінець троса, і планка стає в горизонтальне положення. Потім планку піднімають до нижньої поверхні шуги і по мітках на тросі вимірюють її товщину. Щоб вийняти планку з лунки, треба за допомогою тросів привести її у вертикальне положення.

### Шугомірна рейка Добринського
Шугомірна рейка конструкції Добринського, призначена для вимірювання товщини шуги на постах де регулярно фіксуються та спостерігаються льодові явища. На постах де льодові явища спостерігаються рідко може використовуватись як додатковий прилад. Зазвичай застосовується для вимірювання шуги середньої щільності та за товщини шару не більше 4 м.
Являє собою жердину: діаметром 5-7 см, завдовжки до 5 м. Розмітка поділяється дециметрами. Має металеву вилку-наконечник, до якої прикріплені дві плоскі пластини завдовжки 40 см. Пластини розміщені горизонтально під прямим кутом до жердини. Кут між обома пластинами становить 20-30°.
Для того щоб виміряти товщину шуги на місці спостереження, рейку Добринського занурюють у лунку до виходу її за нижню поверхню шуги. Нижню поверхню шуги визначають за швидкістю занурення рейки. Потім рейку повертають на 100–120°, підтягують вверх до упору її в масу шуги і заміряють товщину останньої. Ще раз повертають рейку на 100–120° і проводять заміри товщини шуги. Після проведення декількох точних замірів рейку виймають з лунки та визначають середній арифметичний показник товщини шуги отриманий з проведених записів.